# IOS
iOS je mobilní operační systém pro telefony iPhone společnosti Apple. Nejdříve byl jako iPhone OS vyvinut na základě macOS pro původní iPhone uvedený na trh v roce 2007, později byl upraven i pro další mobilní zařízení jako je multimediální přehrávač iPod touch a tablet iPad. Nyní jsou z něj odvozené samostatné operační systémy iPadOS pro iPady, tvOS pro mediální konzoli Apple TV a watchOS pro hodinky Apple Watch. Apple pravidelně každý rok vydává novou verzi svého operačního systému.
iOS je druhý nejrozšířenější mobilní systém (asi 28% podíl v roce 2024) na světě, jinak na chytrých telefonech dominuje Android od společnosti Google. Na rozdíl od Androidu systém iOS není určen pro ostatní výrobce hardwaru, a lze jej instalovat pouze na výrobky Apple. Vyznačoval se také větší uzavřeností, například jej nebylo možno přizpůsobit pomocí nástaveb nebo do něj instalovat jiné aplikace než schválené Applem a publikované v obchodě App Store. O prolomení těchto omezení usilují softwarové nástroje zvané jailbreak. Nicméně pro zákazníky v Evropské unii nařídil nadnárodní orgán Evropská komise společnosti Apple, aby zpřístupnila své zařízení i ostatním poskytovatelům služeb v této oblasti. Uživatelům v 27 evropských státech, od verze 17.4 beta společnost umožnila v březnu 2024 přístup vývojářům třetích stran. Uživatelé v EU si také mohou vybrat i jiný výchozí webový prohlížeč než byl původně nastaven prohlížeč Safari. 

## Název

Obrazovka iOS 18

Pojmenování iOS se používá až od čtvrté verze tohoto systému. Do té doby byl oficiálně nazýván iPhone OS. Nový název iOS je v souladu s politikou pojmenovávání produktů (iPod, iPhone, iPad, …).
Ihned po zveřejnění nového názvu iOS byla na Apple podána žaloba od společnosti Cisco Systems, která název IOS používá pro označení softwaru na svých routerech. Aby zabránila žalobě, licencovala si společnost Apple použití tohoto názvu pro svá zařízení.

## Hardware
Hlavní hardwarovou platformou pro iOS je architektura ARM (ARMv7, ARMv8-A, ARMv8.2-A, ARMv8.3-A). Verzi iOS před iOS 7 byla možno spustit pouze na zařízeních iOS s 32bitovými procesory ARM (architektura ARMv6 a ARMv7-A). V roce 2013 byl vydán iOS 7 s plnou podporou 64 bitů (což zahrnuje 64bitový kernel, knihovny, ovladače a všechny vestavěné aplikace), po oznámení, že se Apple přechází na 64bitové procesory ARMv8-A s uvedením čipu Apple A7. Podpora 64 bitů byla vynucena též pro všechny aplikace v App Store, zaslané do 2. února 2015 a všechny aktualizace aplikací odeslané do App Store s termínem do 1. června 2015. iOS 11 zrušil podporu pro všechna zařízení iOS s 32bitovými procesory ARM a 32bitovými aplikacemi, čímž se stal pouze 64bitový.

## Přehled verzí
Legenda:
| Verze       | Datum vydání | Poslední verze | Datum vydání poslední verze | Zařízení s ukončenou podporou | Zařízení s ukončenou podporou | Zařízení s ukončenou podporou |
| Verze       | Datum vydání | Poslední verze | Datum vydání poslední verze | iPad                          | iPhone                        | iPod Touch                    |
| ----------- | ------------ | -------------- | --------------------------- | ----------------------------- | ----------------------------- | ----------------------------- |
| iPhone OS 1 | 2007-6-29    | 1.1.5          | 2008-7-15                   | —                             | —                             | —                             |
| iPhone OS 2 | 2008-7-11    | 2.2.1          | 2009-1-27                   | —                             | —                             | —                             |
| iPhone OS 3 | 2009-6-17    | 3.2.2          | 2010-8-11                   | —                             | 1st                           | 1st                           |
| iOS 4       | 2010-6-21    | 4.3.5          | 2011-7-25                   | —                             | 3G                            | 2nd                           |
| iOS 5       | 2011-10-12   | 5.1.1          | 2012-5-25                   | 1st                           | —                             | 3rd                           |
| iOS 6       | 2012-9-19    | 6.1.6          | 2014-2-21                   | —                             | 3GS                           | 4th                           |
| iOS 7       | 2013-9-18    | 7.1.2          | 2014-6-30                   | —                             | 4                             | —                             |
| iOS 8       | 2014-9-17    | 8.4.1          | 2015-8-13                   | —                             | —                             | —                             |
| iOS 9       | 2015-9-16    | 9.3.6          | 2019-7-22                   | 2, 3rd, Mini                  | 4s                            | 5th                           |
| iOS 10      | 2016-9-13    | 10.3.4         | 2019-7-22                   | 4th                           | 5, 5c                         | —                             |
| iOS 11      | 2017-9-19    | 11.4.1         | 2018-7-9                    | —                             | —                             | —                             |
| iOS 12      | 2018-9-17    | 12.5.7         | 2023-1-23                   | Air (1st), Mini 2, Mini 3     | 5s, 6                         | 6th                           |
| iOS 13      | 2019-9-19    | 13.7           | 2020-9-1                    | Viz iPadOS version history.   | —                             | —                             |
| iOS 14      | 2020-9-16    | 14.8.1         | 2021-10-26                  | Viz iPadOS version history.   | —                             | —                             |
| iOS 15      | 2021-9-20    | 15.8.4         | 2025-3-31                   | Viz iPadOS version history.   | 6s, SE (1st), 7               | 7th                           |
| iOS 16      | 2022-9-12    | 16.7.11        | 2025-3-31                   | Viz iPadOS version history.   | 8, X                          | —                             |
| iOS 17      | 2023-9-18    | 17.7.2         | 2024-11-19                  | Viz iPadOS version history.   | —                             | —                             |
| iOS 18      | 2024-9-16    | 18.0           | 2024-9-16                   | Viz iPadOS version history.   | —                             | —                             |
| iOS 18      | 2024-9-16    | 18.6           | 2025-7-29                   | Viz iPadOS version history.   | —                             | —                             |

## Historie verzí

### Přenosná zařízení (iPhone, iPad, iPod)

#### iPhone OS 1.x
První verze dotykového operačního systému společnosti Apple. Při jeho počátečním vydání nebylo stanoveno žádné oficiální jméno. 6. března 2008 s vydáním iPhone software development kit (iPhone SDK), Apple oficiálně systém pojmenoval jako iPhone OS (Systém byl přejmenován na "iOS" 7. června 2010).
| Tabulka verzí: iPhone OS 1.x – Přenosná zařízení | Tabulka verzí: iPhone OS 1.x – Přenosná zařízení | Tabulka verzí: iPhone OS 1.x – Přenosná zařízení | Tabulka verzí: iPhone OS 1.x – Přenosná zařízení | Tabulka verzí: iPhone OS 1.x – Přenosná zařízení |
| Verze                                            | Build                                            | Baseband                                         | Vydáno                                           |                                                  |
| ------------------------------------------------ | ------------------------------------------------ | ------------------------------------------------ | ------------------------------------------------ | ------------------------------------------------ |
| 1.0                                              | 1A543a                                           | 03.11.02_G                                       | 29. června 2007                                  |                                                  |
| 1.0.1                                            | 1C25                                             | 03.12.08_G                                       | 31. června 2007                                  |                                                  |
| 1.0.2                                            | 1C28                                             | 03.14.08_G                                       | 21. srpna 2007                                   |                                                  |
| 1.1                                              | 3A100a 3A101a                                    |                                                  | 14. září 2007                                    |                                                  |
| 1.1.1                                            | 3A109a 3A110a                                    | 04.01.13_G                                       | 27. září 2007                                    |                                                  |
| 1.1.2                                            | 3B48b                                            | 04.02.13_G                                       | 12. listopadu 2007                               |                                                  |
| 1.1.3                                            | 4A93                                             | 04.03.13_G                                       | 15. ledna 2008                                   |                                                  |
| 1.1.4                                            | 4A102                                            | 04.04.05_G                                       | 26. února 2008                                   |                                                  |
| 1.1.5                                            | 4B1                                              |                                                  | 15. července 2008                                |                                                  |
| Verze                                            | Build                                            | Baseband                                         | Vydáno                                           |                                                  |

#### iPhone OS 2.x
2.0, druhá hlavní verze iOS, vyšla 11. července 2008 s vydáním iPhonu 3G. Zařízení běžící na 1.x lze upgradovat na tuto verzi. Tato verze systému přináší App Store, takže aplikace třetích stran jsou k dispozici pro iPhone a iPod Touch.
| Tabulka verzí: iPhone OS 2.x – Přenosná zařízení | Tabulka verzí: iPhone OS 2.x – Přenosná zařízení | Tabulka verzí: iPhone OS 2.x – Přenosná zařízení | Tabulka verzí: iPhone OS 2.x – Přenosná zařízení | Tabulka verzí: iPhone OS 2.x – Přenosná zařízení |
| Verze                                            | Build                                            | Baseband                                         | Vydáno                                           |                                                  |
| ------------------------------------------------ | ------------------------------------------------ | ------------------------------------------------ | ------------------------------------------------ | ------------------------------------------------ |
| 2.0                                              | 5A347                                            | 04.05.04_G 01.45.00                              | 11. července 2008                                |                                                  |
| 2.0.1                                            | 5B108                                            | 04.05.04_G 01.48.02                              | 4. srpna 2008                                    |                                                  |
| 2.0.2                                            | 5C1                                              | 04.05.04_G 02.08.01                              | 18. srpna 2008                                   |                                                  |
| 2.1                                              | 5F136 5F137 5F138 9M2517                         | 04.05.04_G 02.11.07                              | 9. září 2008 12. září 2008                       |                                                  |
| 2.2                                              | 5G77 5G77a                                       | 04.05.04_G 02.28.00                              | 21. listopadu 2008                               |                                                  |
| 2.2.1                                            | 5H11 5H11a 9M2621a                               | 04.05.04_G 02.30.03                              | 27. ledna 2009                                   |                                                  |
| Verze                                            | Build                                            | Baseband                                         | Vydáno                                           |                                                  |

#### iPhone OS 3.x
3.0, třetí verze operačního systému iOS vyšla 17. června 2009. Tato verze přidává funkce jako je kopírování a vkládání a MMS. Všechny nové vlastnosti nejsou dostupné pro iPhone první generace. Zařízení běžící na 2.x lze upgradovat na tuto verzi.
| Tabulka verzí: iPhone OS 3.x – Přenosná zařízení                                | Tabulka verzí: iPhone OS 3.x – Přenosná zařízení | Tabulka verzí: iPhone OS 3.x – Přenosná zařízení | Tabulka verzí: iPhone OS 3.x – Přenosná zařízení | Tabulka verzí: iPhone OS 3.x – Přenosná zařízení |
| Verze                                                                           | Build                                            | Baseband                                         | Vydáno                                           |                                                  |
| ------------------------------------------------------------------------------- | ------------------------------------------------ | ------------------------------------------------ | ------------------------------------------------ | ------------------------------------------------ |
| iPhone (1. generace), iPhone 3G, iPhone 3GS a iPod Touch (1. a 2. generace)     |                                                  |                                                  |                                                  |                                                  |
| 3.0                                                                             | 7A341                                            | 04.05.04_G 04.26.08                              | 17. června 2009                                  |                                                  |
| 3.0.1                                                                           | 7A400                                            | 04.05.04_G 04.26.08                              | 31. července 2009                                |                                                  |
| iPhone (1. generace), iPhone 3G, iPhone 3GS a iPod Touch (1., 2. a 3. generace) |                                                  |                                                  |                                                  |                                                  |
| 3.1                                                                             | 7C144 7C145 7C146                                | 04.05.04_G 05.11.07                              | 9. září 2009                                     |                                                  |
| 3.1.2                                                                           | 7D11                                             | 04.05.04_G 05.11.07                              | 8. října 2009                                    |                                                  |
| 3.1.3                                                                           | 7E18                                             | 04.05.04_G 05.12.01                              | 2. února 2010                                    |                                                  |
| Pouze iPad                                                                      |                                                  |                                                  |                                                  |                                                  |
| 3.2                                                                             | 7B367                                            | 06.15.00                                         | 3. dubna 2010                                    |                                                  |
| 3.2.1                                                                           | 7B405                                            | 06.15.00                                         | 15. července 2010                                |                                                  |
| 3.2.2                                                                           | 7B500                                            | 06.15.00                                         | 11. srpna 2010                                   |                                                  |
| Verze                                                                           | Build                                            | Baseband                                         | Vydáno                                           |                                                  |

#### iOS 4.x

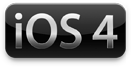
Logo iOS 4

iOS 4 byl zpřístupněn veřejnosti pro iPhone a iPod Touch 21. června 2010 a je to první verze přejmenována jednoduše na "iOS". Toto je první verze iOS, která ukončuje podporu některým zařízením. Dále je to také první verze, za kterou uživatelé iPodů Touch nemusí platit.
iPhone 3G a iPod Touch (2. generace) mají omezené funkce, včetně nedostatečné možnosti multitaskingu a možnosti nastavit tapetu na domovské obrazovce, zatímco u iPhone 4, iPhone 3GS, iPod Touch (3. a 4. generace) jsou všechny funkce aktivovány. iPhone a iPod Touch (1. generace) nepodporují iOS 4.0 a vyšší.
iOS 4.2.1, vydaný 22. listopadu 2010, přidává podporu iPadu. Je to také poslední verze podporovaná iPhonem 3G a iPodem Touch (2. generace).
| Tabulka verzí: iOS 4.x – Přenosná zařízení                                              | Tabulka verzí: iOS 4.x – Přenosná zařízení | Tabulka verzí: iOS 4.x – Přenosná zařízení | Tabulka verzí: iOS 4.x – Přenosná zařízení | Tabulka verzí: iOS 4.x – Přenosná zařízení |
| Verze                                                                                   | Build                                      | Baseband                                   | Vydáno                                     |                                            |
| --------------------------------------------------------------------------------------- | ------------------------------------------ | ------------------------------------------ | ------------------------------------------ | ------------------------------------------ |
| iPhone 3G, iPhone 3GS, iPhone 4 a iPod Touch (2. a 3. generace)                         |                                            |                                            |                                            |                                            |
| 4.0                                                                                     | 8A293                                      | 05.13.04 01.59.00                          | 21. června 2010                            |                                            |
| 4.0.1                                                                                   | 8A306                                      | 05.13.04 01.59.00                          | 15. července 2010                          |                                            |
| 4.0.2                                                                                   | 8A400                                      | 05.13.04 01.59.00                          | 11. srpna 2010                             |                                            |
| iPhone 3G, iPhone 3GS, iPhone 4 a iPod Touch (2., 3. a 4. generace)                     |                                            |                                            |                                            |                                            |
| 4.1                                                                                     | 8B117                                      | 05.14.02 02.10.04                          | 8. září 2010                               |                                            |
| iPhone 3G, iPhone 3GS, iPhone 4, iPod Touch (2., 3. a 4. generace) a iPad (1. generace) |                                            |                                            |                                            |                                            |
| 4.2                                                                                     | 8C134 8C134b                               | 05.15.04 03.10.01 07.10.00                 | nevyšla, okamžitě nahrazena iOS 4.2.1      |                                            |
| 4.2.1                                                                                   | 8C148 8C148a                               | 05.15.04 03.10.01 07.10.00                 | 22. listopadu 2010                         |                                            |
| 4.2.5                                                                                   | 8E128 (Pouze CDMA (Verizon) iPhone 4)      | 1.0.05                                     | 7. února 2011                              |                                            |
| 4.2.6                                                                                   | 8E200 (Pouze CDMA (Verizon) iPhone 4)      | 1.0.05                                     | 10. února 2011                             |                                            |
| 4.2.7                                                                                   | 8E303 (Pouze CDMA (Verizon) iPhone 4)      | 1.0.06                                     | 14. dubna 2011                             |                                            |
| 4.2.8                                                                                   | 8E401 (Pouze CDMA (Verizon) iPhone 4)      | 1.0.06                                     | 4. května 2011                             |                                            |
| 4.2.9                                                                                   | 8E501 (Pouze CDMA (Verizon) iPhone 4)      | 1.0.06                                     | 15. července 2011                          |                                            |
| 4.2.10                                                                                  | 8E600 (Pouze CDMA (Verizon) iPhone 4)      | 1.0.06                                     | 25. července 2011                          |                                            |
| iPhone 3GS, iPhone 4, iPod Touch (3. a 4. generace), iPad (1. generace) a iPad 2        |                                            |                                            |                                            |                                            |
| 4.3                                                                                     | 8F190 8F191                                | 05.16.01 04.10.01 07.11.00 2.00.4          | 9. března 2011                             |                                            |
| 4.3.1                                                                                   | 8G4                                        | 05.16.02 04.10.01 07.11.01 2.00.4          | 25. března 2011                            |                                            |
| 4.3.2                                                                                   | 8H7 8H8                                    | 05.16.02 04.10.01 07.11.01 2.00.4          | 14. dubna 2011                             |                                            |
| 4.3.3                                                                                   | 8J2 8J3                                    | 05.16.02 04.10.01 07.11.01 2.00.4          | 4. května 2011                             |                                            |
| 4.3.4                                                                                   | 8K2                                        | 05.16.02 04.10.01 07.11.01 2.00.4          | 15. července 2011                          |                                            |
| 4.3.5                                                                                   | 8L1                                        | 05.16.02 04.10.01 07.11.01 2.00.4          | 25. července 2011                          |                                            |
| Verze                                                                                   | Build                                      | Baseband                                   | Vydáno                                     |                                            |

#### iOS 5.x
iOS 5 byl představen veřejnosti 6. června 2011 a finálně vyšel pro iPhone 3GS, iPhone 4 (GSM a CDMA), iPhone 4S, iPod Touch (3. & 4. generace), iPad, a iPad 2 12. října 2011.
iOS 5.1.1 je poslední verze iOS podporujcí iPad (1. generace) a iPod Touch (3. generace).
| Tabulka verzí: iOS 5.x – Přenosná zařízení                                                                      | Tabulka verzí: iOS 5.x – Přenosná zařízení     | Tabulka verzí: iOS 5.x – Přenosná zařízení                                  | Tabulka verzí: iOS 5.x – Přenosná zařízení           | Tabulka verzí: iOS 5.x – Přenosná zařízení |
| Verze | Build                                          | Baseband                                                                    | Vydáno                                               |                                            |
| --- | ---------------------------------------------- | --------------------------------------------------------------------------- | ---------------------------------------------------- | ------------------------------------------ |
| iPhone 3GS, iPhone 4, iPhone 4S, iPod Touch (3. a 4. generace), iPad (1. generace) a iPad 2                     |                                                |                                                                             |                                                      |                                            |
| 5.0 | 9A334                                          | 04.11.08 (GSM) 05.16.05 07.11.01 1.0.11 (GSM) 3.00.03 (CDMA)                | 12. října 2011                                       |                                            |
| 5.0.1 | 9A405 9A406 (Dodatečný build pro iPhone 4S)    | 04.11.08 (GSM) 05.16.05 07.11.01 1.0.13(9A405) 1.0.14(9A406) 3.00.03 (CDMA) | 10. listopadu 2011 (9A405) 12. prosince 2011 (9A406) |                                            |
| iPhone 3GS, iPhone 4, iPhone 4S, iPod Touch (3. a 4. generace), iPad (1. generace), iPad 2 a iPad (3. generace) |                                                |                                                                             |                                                      |                                            |
| 5.1 | 9B176 9B179                                    | 05.16.05 07.11.01 04.12.01 3.0.04 1.0.10 2.0.10                             | 7. března 2012                                       |                                            |
| 5.1.1 | 9B206 9B208 (Dodatečný build pro iPhone 4 GSM) | 05.16.05 07.11.01 04.12.01 3.0.04 1.0.11 2.0.12                             | 7. května 2012 25. května 2012                       |                                            |
| Verze | Build                                          | Baseband                                                                    | Vydáno                                               |                                            |

#### iOS 6.x
iOS 6 byl představen 11. června 2012 při WWDC 2012, a byl vydán na podzim 2012. Po vzoru předchozích verzí iOS, přestaly být některé starší přístroje podporovány, konkrétně iPod Touch (3. generace) a iPad (1. generace). Podporované zařízení byly iPhone 3GS a pozdější; iPod Touch (4. generace) a pozdější; a iPad 2 a pozdější.
12. září 2012 byly v sanfranciském Yerba Buena Center pro umělce, mimo jiné odhaleny tři věci související s iOS: další generace iPhone 5, nový předělaný iPod Touch (5. generace), a zpráva o vydání iOS 6 příští týden.
iOS 6 by pro veřejnost vydán dne 19. září 2012, přes iTunes a přes OTA (over-the-air) aktualizace.
iOS 6.1.6 je poslední verze iOS podporující iPhone 3GS a iPod Touch (4. generace).
| Tabulka verzí: iOS 6.x – Přenosná zařízení | Tabulka verzí: iOS 6.x – Přenosná zařízení | Tabulka verzí: iOS 6.x – Přenosná zařízení                     | Tabulka verzí: iOS 6.x – Přenosná zařízení | Tabulka verzí: iOS 6.x – Přenosná zařízení |
| Verze | Build                                      | Baseband                                                       | Vydáno                                     |                                            |
| --- | ------------------------------------------ | -------------------------------------------------------------- | ------------------------------------------ | ------------------------------------------ |
| iPhone 3GS, iPhone 4, iPhone 4S, iPhone 5, iPod Touch (4. generace), iPod Touch (5. generace), iPad 2, iPad (3. generace), iPad (4. generace) a iPad mini (1. generace) |                                            |                                                                |                                            |                                            |
| 6.0 | 10A403 10A405 10A406                       | 05.16.07 1.00.16 3.0.04 2.0.02 04.12.02 3.0.04 04.12.02 3.0.04 | 19. září 2012                              |                                            |
| 6.0.1 | 10A523 10A525                              | 05.16.07 1.01.00 3.0.04 2.0.02 04.12.02 3.0.04 04.12.02 3.0.04 | 1. listopadu 2012                          |                                            |
| 6.0.2 | 10A551                                     | 1.01.00                                                        | 18. prosince 2012                          |                                            |
| 6.1 | 10B141 10B142 10B143 10B144                | 05.16.08 3.04.25 3.4.01 2.0.02 2.3.03 3.0.04 04.12.05 3.0.04   | 28. ledna 2013                             |                                            |
| 6.1.1 | 10B145                                     | 3.4.02                                                         | 6. února 2013                              |                                            |
| 6.1.2 | 10B146 10B147                              | 05.16.08 3.4.02 04.12.05 3.04.25 2.3.03                        | 19. února 2013                             |                                            |
| 6.1.3 | 10B329                                     | 05.16.08 3.4.03 04.12.05 3.04.25 2.3.04                        | 19. března 2013                            |                                            |
| 6.1.4 | 10B350                                     | 3.04.25                                                        | 2. května 2013                             |                                            |
| 6.1.5 | 10B400                                     |                                                                | 14. listopadu 2013                         |                                            |
| 6.1.6 | 10B500                                     |                                                                | 21. února 2014                             |                                            |
| Verze | Build                                      | Baseband                                                       | Vydáno                                     |                                            |

#### iOS 7.x

Logo iOS 7

Apple představil iOS 7 10. června 2013 na své výroční konferenci Apple WWDC 2013, a vydání pro veřejnost oznámil na podzim 2013. Finální verze pro veřejnost byla vydána společně s novým iPhone 5S a iPhone 5C 10. září 2013. Tato verze iOS není podporována iPhonem 3GS a iPodem Touch (4. generace). Mezi podporované zařízení patří iPhone 4 a novější, iPod Touch (5. generace), iPad 2 a novější a iPad mini (1. generace) a novější.
iOS 7.1.2 je poslední verzí podporující iPhone 4.
| Tabulka verzí: iOS 7.x – Přenosná zařízení | Tabulka verzí: iOS 7.x – Přenosná zařízení       | Tabulka verzí: iOS 7.x – Přenosná zařízení | Tabulka verzí: iOS 7.x – Přenosná zařízení | Tabulka verzí: iOS 7.x – Přenosná zařízení |
| Verze | Build                                            | Baseband                                   | Vydáno                                     |                                            |
| --- | ------------------------------------------------ | ------------------------------------------ | ------------------------------------------ | ------------------------------------------ |
| iPhone 4, iPhone 4S, iPhone 5, iPhone 5C, iPhone 5S, iPod Touch (5. generace), iPad 2, iPad (3. generace), iPad (4. generace), a iPad mini (1. generace)                      |                                                  |                                            |                                            |                                            |
| 7.0 | 11A465 11A466 (iPhone 5S a 5C shipped with this) | 5.0.00 5.00.01 1.00.06                     | 18. září 2013                              |                                            |
| 7.0.1 | 11A470a (pouze iPhone 5S a 5C)                   | 1.00.06                                    | 19. září 2013                              |                                            |
| 7.0.2 | 11A501                                           | 5.0.00 5.00.01 1.00.06                     | 26. září 2013                              |                                            |
| iPhone 4, iPhone 4S, iPhone 5, iPhone 5S, iPhone 5C, iPod Touch (5. generace), iPad 2, iPad (3. generace), iPad (4. generace), iPad Air, iPad mini (1. generace), iPad mini 2 |                                                  |                                            |                                            |                                            |
| 7.0.3 | 11B511                                           | 5.0.02 5.02.00 1.02.02                     | 22. října 2013                             |                                            |
| 7.0.4 | 11B554a                                          | 5.0.02 5.02.00 1.03.01                     | 14. listopadu 2013                         |                                            |
| 7.0.5 | 11B601 (Pouze iPhone 5S)                         | 1.03.02                                    | 29. ledna 2014                             |                                            |
| 7.0.6 | 11B651                                           | 5.0.02 5.02.00 1.03.02                     | 21. února 2014                             |                                            |
| 7.1 | 11D167 / 11D169 / 11D169b                        | 5.2.00 6.02.00 2.18.02                     | 10. března 2014                            |                                            |
| 7.1.1 | 11D201                                           | 5.2.00 6.02.00 2.18.02                     | 22. dubna 2014                             |                                            |
| 7.1.2 | 11D257                                           | 5.2.00 6.02.00 2.18.02                     | 30. června 2014                            |                                            |
| Verze | Build                                            | Baseband                                   | Vydáno                                     |                                            |

#### iOS 8.x

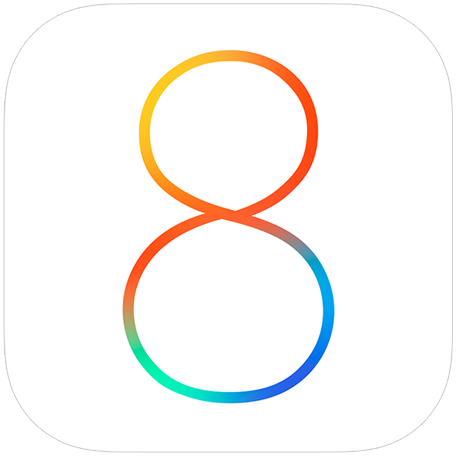
Logo iOS 8

Apple představil iOS 8 2. června 2014 na své výroční konferenci Apple WWDC 2014 a finální vydání oznámil na podzim 2014. Finální verze pro veřejnost byla vydána společně s novým iPhone 6 a iPhone 6 Plus 17. září 2014. Verze iOS 8.1 byla oficiálně vydána 20. října 2014. Také s touto verzí Apple pokračuje v cyklu ukončování podpory nejstarších zařízení. Nicméně tentokrát byla ukončena podpora jenom jednomu zařízení a to iPhonu 4. Podporovaná zařízení jsou iPhone 4S a novější, iPod Touch (5. generace), iPad 2 a novější a iPad mini (1. generace) a novější. iPad 2 je nyní nejdéle podporované zařízení, které podporuje 5 verzí iOS a to iOS 4, iOS 5, iOS 6, iOS 7 a nový iOS 8.
| Tabulka verzí: iOS 8.x – Přenosná zařízení | Tabulka verzí: iOS 8.x – Přenosná zařízení | Tabulka verzí: iOS 8.x – Přenosná zařízení            | Tabulka verzí: iOS 8.x – Přenosná zařízení | Tabulka verzí: iOS 8.x – Přenosná zařízení |
| Verze | Build                                      | Baseband                                              | Vydáno                                     |                                            |
| --- | ------------------------------------------ | ----------------------------------------------------- | ------------------------------------------ | ------------------------------------------ |
| iPhone 4S, iPhone 5, iPhone 5C, iPhone 5S, iPhone 6, iPhone 6 Plus, iPod Touch (5. generace), iPad 2, iPad (3. generace), iPad (4. generace), iPad Air, iPad Air 2, iPad mini (1. generace), iPad mini 2, iPad mini 3 |                                            |                                                       |                                            |                                            |
| 8.0 | 12A365 12A365b 12A366                      | 04.12.09 3.0.04 5.4.00 5.3.00 7.03.00 3.09.01 1.00.05 | 17. září 2014                              |                                            |
| 8.0.1 | 12A402                                     | 04.12.09 3.0.04 5.4.00 5.3.00 7.03.00 3.09.01 1.00.05 | 24. září 2014                              |                                            |
| 8.0.2 | 12A405                                     | 04.12.09 3.0.04 5.4.00 5.3.00 7.03.00 3.09.01 1.00.05 | 25. září 2014                              |                                            |
| 8.1 | 12B410 12B411                              | 04.12.09 3.0.04 5.4.00 5.3.00 7.03.00 3.11.00 1.04.00 | 20. října 2014                             |                                            |
| 8.1.1 | 12B435 12B436                              | 04.12.09 3.0.04 5.4.00 5.3.00 7.03.00 3.11.00 1.04.00 | 17. listopadu 2014                         |                                            |
| 8.1.2 | 12B440                                     | 04.12.09 3.0.04 5.4.00 5.3.00 7.03.00 3.11.00 1.04.00 | 9. prosince 2014                           |                                            |
| 8.1.3 | 12B466                                     | 04.12.09 3.0.04 5.4.00 5.3.00 7.03.00 3.11.00 1.04.00 | 27. ledna 2015                             |                                            |
| 8.2 | 12D508                                     | 04.12.09 5.4.00 5.3.00 7.03.00 3.11.00 1.04.00        | 9. března 2015                             |                                            |
| 8.3 | 12F69                                      | 04.12.09 5.4.00 8.01.00 4.01.00 2.23.03               | 8. dubna 2015                              |                                            |
| 8.4 | 12H143                                     | 04.12.09 5.4.00 5.5.00 8.02.00 4.03.00                | 30. června 2015                            |                                            |
| 8.4.1 | 12H321                                     | 04.12.09 5.4.00 5.5.00 8.02.00 4.03.00                | 13. srpna 2015                             |                                            |
| Verze | Build                                      | Baseband                                              | Vydáno                                     |                                            |

#### iOS 9.x

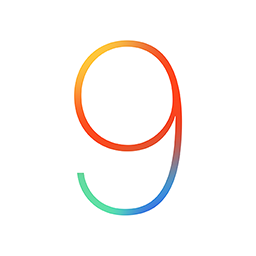
Logo iOS 9

Apple představil iOS 9 8. června 2015 na své výroční konferenci Apple WWDC 2015 a systém vydal 16. září 2015. Systém podporuje všechna zařízení, které podporoval iOS 8, tedy iPhone 4S a novější, iPod Touch (5. generace), iPad 2 a novější a iPad mini (1. generace) a novější. Veze 9.3.6 byla poslední aktualizace pro zařízení iPhone 4S, iPad 2, iPad (3. generace), iPod Touch (5. generace) a iPad mini (1. generace)
| Tabulka verzí: iOS 9.x – Přenosná zařízení | Tabulka verzí: iOS 9.x – Přenosná zařízení | Tabulka verzí: iOS 9.x – Přenosná zařízení | Tabulka verzí: iOS 9.x – Přenosná zařízení | Tabulka verzí: iOS 9.x – Přenosná zařízení |
| Verze | Build                                      | Vydáno                                     |                                            |                                            |
| --- | ------------------------------------------ | ------------------------------------------ | ------------------------------------------ | ------------------------------------------ |
| iPhone 4S, iPhone 5, iPhone 5C, iPhone 5S, iPhone 6, iPhone 6 Plus, iPod Touch (5. generace), iPad 2, iPad (3. generace), iPad (4. generace), iPad Air, iPad Air 2, iPad mini (1. generace), iPad mini 2, iPad mini 3, iPad mini 4, později iPad Pro, iPhone SE |                                            |                                            |                                            |                                            |
| 9.0 | 13A340 13A342 13A343 13A344                | 16. září 2015                              |                                            |                                            |
| 9.0.1 | 13A404 13A405                              | 23. září 2015                              |                                            |                                            |
| 9.0.2 | 13A452                                     | 30. září 2015                              |                                            |                                            |
| 9.1 | 13B143                                     | 15. října 2015                             |                                            |                                            |
| 9.2 | 13C75                                      | 8. prosince 2015                           |                                            |                                            |
| 9.2.1 | 13D15 13D20                                | 16. ledna 2016                             |                                            |                                            |
| 9.3 | 13E233 13E234 13E236 13E237                | 21. března 2016                            |                                            |                                            |
| 9.3.1 | 13E238                                     | 31. března 2016                            |                                            |                                            |
| 9.3.2 | 13F69 13F72                                | 16. května 2016                            |                                            |                                            |
| 9.3.3 | 13G34                                      | 18. července 2016                          |                                            |                                            |
| 9.3.4 | 13G35                                      | 4. srpna 2016                              |                                            |                                            |
| 9.3.5 | 13G36                                      | 25. srpna 2016                             |                                            |                                            |
| 9.3.6 | 13G37                                      | 22. června 2019                            |                                            |                                            |

#### iOS 10.x
Apple představil iOS 10 13. června 2016 na své výroční konferenci Apple WWDC 2017 a systém vydal 13. září 2016. Vlastnosti aplikace: Systém podporuje zařízení od iPhonu 5 do iPhone 7 Plus či šestou generaci iPod Touch. Také podporuje zařízení iPad od čtvrté generace iPadu do iPadu Pro. Aplikace Hudba byla přepracována. Karta Novinky byla přejmenována na Procházet a sekce Pro vás obsahuje seznam skladeb nabízející denní doporučení hudby. Aplikace Telefon umožňuje přepisovat přijaté vizuální zprávy. Apple Pay je k dispozici prostřednictvím aplikace Safari. Veze 10.3.4 byla poslední aktualizací systému z 22. července 2019.

#### iOS 11.x

Logo iOS 11

Apple představil iOS 11.0 dne 5. června 2017. iOS 11 byla veřejností původně odsuzována za nestabilitu a tehdy to byla historicky nejkritizovanější iOS. Apple sliboval nestabilitu opravit v budoucích aktualizacích systému iOS 11. Vlastnosti aplikace: iOS 11 mimo jiné ukončoval podporu veškerým 32bitovým aplikacím a 32bitovým jádrům přístrojů (např. iPhone 5). Uzamčená obrazovka a Notifikační zprávy byly zkombinovány a vzniklo umožnění zobrazení zpráv i na zamčené obrazovce telefonu. Aplikace App Store prošla zásadním přepracováním designu, aby se zaměřil na redakční obsah a denní zajímavosti. Aplikace pro zprávu souborů Soubory umožňovala přístup jak k lokálním souborům, tak i v iCloudu. Aktualizace virtuálního asistenta Siri, aby překládal i mezi jazyky. Aplikace Fotoaparát přinesla optickou stabilizaci obrazu a funkce Live Photos získala nové efekty. Aplikace Zprávy synchronizuje zprávy napříč iOS a macOS přes iCloud. Verze 11.0 byla vydána dne 19. září 2017. Verze 11.4.1 byla poslední aktualizací systému z 9. července 2017.

#### iOS 12.x

Logo iOS 12

iOS 12 byl oznámen 4. června 2018 a vydán 17. září 2018 spolu s telefony iPhone XS a iPhone XS Max. Tímto vydáním nebyla ukončena podpora žádnému zařízení. Vlastnosti aplikace: optimalizace výkonu běžných úloh. Nová funkce Čas u obrazovky (zobrazuje dobu po kterou uživatel používal konkrétní aplikace). Aplikace Zkratky umožňuje uživatelům nastavení fráze a zadat akci, kterou za něj má virtuální asistent Siri udělat. CarPlay podporuje navigaci třetích stran (Waze, Google Mapy, atd.) Ověřování hardwarových komponent při každém spuštění, pokud je nalezena obrazovka nebo baterie jiného výrobce než Apple. 

#### iOS 13.x

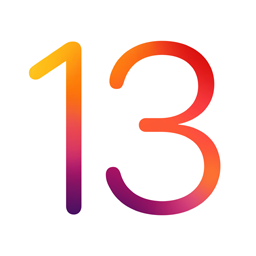
Logo iOS 13

Systém iOS 13 byl představen více prezidentem pro software Craigem Federighim 3. června 2019 na konferenci WWDC 2019. Vlastnosti aplikace: funkce Soukromí mění nakládání s údaji o poloze uživatele, uživatel se může rozhodnout o přidělení přístupu k poloze při každém použití aplikace, nikdy nebo pouze jednou. Možnost nsatavení tmavého režimu celého systému. Prodloužení životnosti baterie. Možnost připojení k externím USB diskům. Verze iOS pro iPad byl přejmenován na iPadOS. Aplikace Apple Music podporuje synchronizované texty písní v reálném čase. Pro uživatele byl zpřístupněn společně s telefony iPhone 11, iPhone 11 Pro a Pro Max 19. září 2019. Systém dostal pozitivní ohlasy jak od uživatelů, tak recenzérů. Skončila podpora pro telefony s méně jak 2 GB RAM - iPhone 5S, iPhone 6 a 6 Plus, iPod Touch (6 generace). Verze 13.7 byla poslední verzí tohoto systému.

#### iOS 14.x

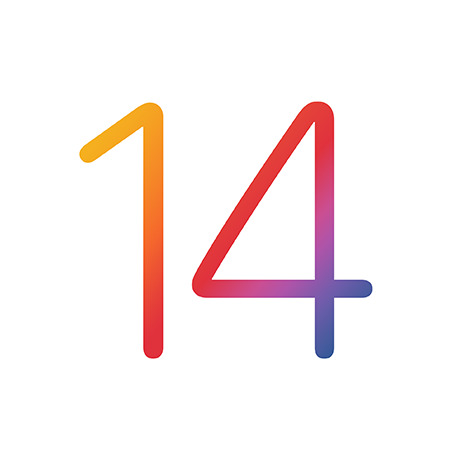
Logo iOS 14

Apple představil iOS 14 na WWDC 2020, která se odehrávala poprvé v historii digitálně, dne 22. června 2020. Vlastnosti systému: aktualizace aplikace CarPlay, aby si uživatel mohl nastavit vestavěnou tapetu. Přidání podpory příslušenství MagSafe pro telefony řady iPhone 12 a novější. Aplikace Kalendář podporuje formát juliánského kalendáře. Aplikace Fotoaparát umožňuje zrcadlení fotografií pořízených z předního fotoaparátu telefonu, vylepšení čtení QR kódu, natáčení videa v systému PAL. Aplikace FaceTime podporuje režim obraz v obraze. Ostrá verze systému byla uvolněna pro veřejnost 16. září 2020 (netradičně dříve než byla představena nová řada iPhonů). Poslední aktualizací systému iOS 14 byla verze 14.8.1. Od července 2021 byly v App Storu zakázány aplikace, které spouštějí vnější program, což v podstatě vedlo k zákazu všech emulátorů. Zákaz byl zmírněn až po třech letech.

#### iOS 15.x

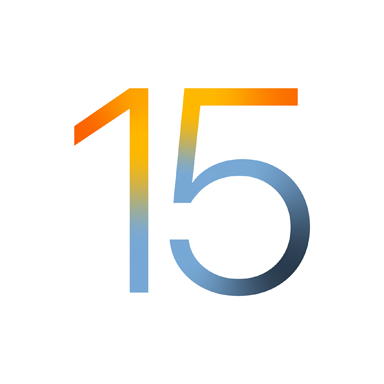
Logo iOS 15

Představení iOS 15 proběhlo na WWDC 2021, která se stejně jako v roce 2020 odehrála online. Vlastnosti systému: Nová funkce Soustředění, která nahrazovala původní funkci Nerušit. Na základě zvoleného stavu si uživatelé mohou nastavit, jaký typ upozornění chtějí dostávat a z jaké aplikace. Funkce Živý text (rozpoznávání textu v obrázcích).  Celosystémový překlad umožňující překládat text ve všech aplikacích. Do aplikace FaceTime přidán prostorový zvuk a režim izolace hlasu. Apple Mapy dostávají některé nové funkce (jízdní mapy s využitím 3D modelace, 3D globus s novou paletou barev, pěší trasy v rozšířené realitě, noční režim, zprávy a recenze, uživatel může psát recenze a přidávat fotogtrafie k bodu zájmu.) Webový prohlížeč Safari byl přepracován, přesunutí adresního řádku i do spodní části obrazovky. Verze systému 15.0 byla vydána 20. září 2021. Finální stabilní verzí iOS 15 se stala v srpnu 2022 verze 15.6. Poslední vydaná verze byla 15.8.4 z 31. března 2025.

#### iOS 16.x

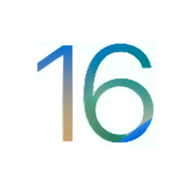
Logo iOS 16

Představení iOS 16 proběhlo 6. června 2022 na WWDC 2022, která se po třech letech nekonala výhradně online. Vlastnosti systému: nová aplikace s názvem Freeform, kde uživatelé mohou kreslit, importovat soubory, FaceTime a zprávy. Uzamčená obrazovka umožňuje přizpůsobit vzhled a přidávat widgety. Nastavení možnosti více uzamykatelných obrazovek. Oznámení (push notifikace) je možné shrnout zespodu obrazovky, nikoli jak bylo původně shora a zobrazení je možné ve třech různých stylech. Odeslané zprávy je možné upravit do 15 minut a smazat do dvou minut. Poštovní zprávy lze v aplikaci Mail naplánovat na pozdější odeslání. Verze systému 17.0 byla vydána 12. září 2022.

#### iOS 17.x

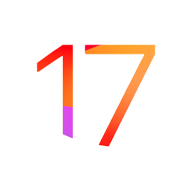
Logo iOS 17

Představení iOS17 proběhlo v červnu 2023 na WWDC 2023. Speciální funkce systému se zaměřily na umožnění přizpůsobení kontaktů s většími barevnými obrázky a textem. Zavedení hlasové schránky pro funkci FaceTime. Ve zprávách nové vyhledávající filtry. Režim nočního stolku a interaktivní widgety. Funkce StandBy byla nová funkce, která se aktivuje, když se telefon nabíjí v horizontální poloze. Zobrazuje funkce pomocí widgetů (fotografie, datum, hodiny). Automatické opravy a predikce textu prošlo upravením. V aplikaci Přeložit byl přidán nový jazyk ukrajinština. Aplikace virtuálního asistenta Siri nyní mohou uživatelé oslovit pouze jejím jménem místo původního oslovení Hey Siri. Siri může přečíst stránku ve webovém prohlížeči Safari. Modely telefonů iPhone 15 podporují bezdrátové nabíjení Qi2. Apple Mapy lze stáhnout i pro použití bez připojení k Internetu. Verze systému 17.0 byla vydána 18. září 2023. V dubnu 2024 byl na App Storu po třech letech zrušen zákaz emulátorů.

#### iOS 18.x

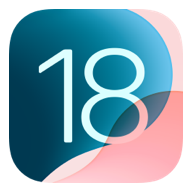
Logo iOS 18

Představení iOS18 proběhlo 10. června 2024 na WWDC 2024. Tato verze softwaru obsahuje nově platformu Apple Intelligence pro některé státy. Aplikace Kalkulačka dostala funkci Math Notes (provádění výsledků a výpočtů na samostatných listech, vykreslování do grafů). Výrazné přepracování aplikace Fotky. Prezentace známé jako kolekce se nyní generují automaticky a jsou viditelné v horní části obrazovky. Domovská obrazovka umožňuje přizpůsobení barvy ikon a velikostí. Nová aplikace Hesla (správce hesel pro webové stránky, aplikace a Wi-Fi). Od verze iOS 18.1 umožňuje systém zobrazovat informace o stavu baterie i od jiného výrobce než od Apple. Verze 18.2 umožňuje vývojářům aplikací jako například Truecaller přidat ID volajícího v reálném čase a blokování spamu. Verze 18.4 přidala umělou inteligenci do aplikace Fotky, a s její pomocí je možné například odstraňovat objekty z již pořízených fotek. Verze systému 18.0 byla vydána 16. září 2024.

### Architektura
iOS je odlehčenou verzí operačního systému macOS, používaného v počítačích společnosti Apple. Jedná se tedy o systém UNIXového typu. Jelikož je určen pro mobilní zařízení, neobsahuje veškerou funkcionalitu OS X, na druhou stranu ale přidává podporu dotykového ovládání. Systém se dělí na čtyři základní vrstvy, které zajišťují základní funkčnost a poskytují vývojářům API a frameworky potřebné k vývoji aplikací.

### Vrstva Cocoa Touch
Tato vrstva obsahuje nejdůležitější frameworky při vývoji aplikací. Technologie dostupné v této vrstvě poskytují infrastrukturu pro implementaci grafického rozhraní aplikace a interakci s uživatelem a poskytuje vysokoúrovňové systémové služby. Při vývoji aplikací je vhodné začínat právě s touto vrstvou a nižší používat pouze v případě potřeby.

#### Vysokoúrovňové služby Cocoa Touch

##### Multitasking
Až do verze iOS 4.0 nebylo možné psát aplikace, které by byly schopné běhu na pozadí. Stisk tlačítka Home vyvolal ukončení aplikace. iOS 4.0 sice nepřinesl možnost plnohodnotného běhu na pozadí, avšak poskytuje služby, které umožňují provádění některých činností, i když aplikace neběží na popředí.

##### Ochrana dat
Aplikace, které ukládají citlivá data, mohou využívat vestavěné podpory šifrování. Pokud aplikace označí soubor jako chráněný, systém ho automaticky ukládá na disk v zašifrované podobě. Dokud je zařízení uzamčené, obsah souboru je nedostupný jak aplikaci, tak případnému útočníkovi. Poté, co uživatel zařízení odemkne, je vygenerován dešifrovací klíč, který aplikaci umožní soubor přečíst. Zařízení však (i v iOS 6.1) lze snadno odemknout a volat i bez znalosti hesla.

##### Push notifikace
Od verze 3.0 umožňuje iOS posílání tzv. push notifikací. Tento mechanismus umožňuje upozorňovat uživatele na nové informace, aniž by musela být daná aplikace právě spuštěna. Uživateli je možné zobrazit krátkou textovou informaci, přehrát zvuk či aktualizovat číselnou značku (badge, odznak) na ikoně aplikace.
Iniciovat odeslání push notifikace musí server výrobce aplikací, který následně komunikuje se servery společnosti Apple, které se pokusí o doručení na mobilní zařízení (doručení není garantováno) pomocí jeho unikátního identifikátoru.

##### Lokální notifikace
Verze iOS 4 a vyšší doplňují mechanismus push notifikací o tzv. lokální notifikace. Ty nevyžadují žádné připojení k serveru a údaje o notifikacích ukládají lokálně. Aplikace aktuálně běžící v pozadí (např. autonavigace) mohou v případě potřeby upozornit uživatele na důležité události (např. o blížící se zatáčce) ihned. Dále je také možné naplánovat notifikaci na určitý datum a čas. Taková notifikace je již uložena v systému a aplikace v požadovaný čas nemusí běžet, aby se uživateli dané upozornění zobrazilo.

##### Rozpoznávání gest
V iOS před verzí 3.2 bylo nutné ručně zachytávat a zpracovávat dotykové události a komplikovaně rozpoznávat gesta. Od verze 3.2 však existuje možnost systémového rozpoznávání definovaných gest a jejich předávání aplikaci.
Možná gesta jsou ťuknutí (možno i vícenásobné), sevření a rozevření prstů, přetahování objektů, švihnutí (swipe), rotace, dlouhý stisk. Dále je možné nadefinovat rozpoznávání vlastních gest.

##### Sdílení souborů
Aplikace může poskytnout přístup ke svým datům pomocí programu iTunes. Pokud to aplikace umožní, lze přes iTunes nahrávat soubory do definované složky v aplikaci a soubory z ní naopak kopírovat do počítače. Tato služba neumožňuje sdílení dokumentů mezi aplikacemi.

##### Peer to peer
Od verze 3.0 je možné používat peer-to-peer konektivitu mezi více zařízeními pomocí technologie Bluetooth. Tato funkcionalita je využívána převážně k tvorbě her pro více hráčů, ale je možné ji využít i jinak.

##### Standardní systémové view controllery
Mnoho frameworků použitých v systému používá standardizované komponenty. V rámci zachování konzistentního uživatelského zážitku je proto vhodné používat tyto standardizované komponenty i v aplikacích třetích stran.
Mezi hlavní controller patří Adresář (zobrazení kontaktních informací), Kalendář, Psaní e-mailu/SMS, Otevření souboru, Výběr obrázku z knihovny/fotoaparátu apod.

###### Podpora externích zobrazovacích zařízení
Od verze 3.2 je možné připojit pomocí speciálního příslušenství externí zobrazovací zařízení. Takovéto externí zařízení se pak používá jako druhé okno, kam aplikace zobrazuje obsah. Pokud je třeba používat režim zrcadlení (mirror), je nutné zobrazovat stejný obsah do dvou oken zároveň.

#### Frameworky dostupné v Cocoa Touch
| Framework                 | Použití                                                                                            |
| ------------------------- | -------------------------------------------------------------------------------------------------- |
| Address Book UI Framework | Tento framework obsahuje standardizované rozhraní pro zobrazování a úpravu kontaktních informací.  |
| Event Kit UI Framework    | Obsahuje controllery pro práci s událostmi (položky v kalendáři)                                   |
| iAd Framework             | Umožňuje zobrazení bannerové reklamy v aplikaci.                                                   |
| Game Kit Framework        | Poskytuje podporu pro peer to peer komunikaci mezi zařízeními pomocí protokolu Bonjour.            |
| Map Kit Framework         | Umožňuje používat mapovou komponentu pro zobrazovaní map, případně dalších informací o umístění.   |
| Message UI Framework      | Umožňuje vytvářet a odesílat e-maily a SMS zprávy pomocí standardizovaných uživatelských rozhraní. |

### Media layer
Tato vrstva umožňuje vytváření graficky a zvukově propracovaných aplikací. Tyto technologie umožňují plynulé přehrávání animací, videí a zvuků.

#### Grafické technologie
Kvalitní grafika je důležitou součástí systému iOS. Nejjednoduššího a nejefektivnějšího vytváření aplikací je možné dosáhnout používáním standardních předrenderovaných obrázků a komponent a nechat systém, aby vše obstaral, nicméně v některých situacích není toto řešení možné. V takových situacích je možné použít následující technologie.
| Technologie                  | Popis                                                          |
| ---------------------------- | -------------------------------------------------------------- |
| Core Graphics (Quartz)       | Stará se o kreslení nativních 2D vektorů a renderování obrázků |
| Core Animation               | Pokročilá podpora animací                                      |
| OpenGL ES                    | Hardwarově akcelerované vykreslování 2D/3D objektů             |
| Core Text                    | Sofistikovaný engine pro vykreslování textu                    |
| Image I/O                    | Čtení a zápis většiny rozšířených grafických formátů           |
| The Assets Library framework | Přístup k obrázkové knihovně uživatele                         |

#### Technologie pro zvuk
Tyto technologie umožňují přehrávat kvalitní audiozáznamy a používat vibrace (na zařízeních, které to umožňují).
Systém nabízí několik možností, jak přehrávat či zaznamenávat zvuk. Vysokoúrovňové frameworky velice zjednodušují vývoj, avšak neumožňují takovou míru ovlivňování operací. Následující frameworky jsou seřazeny a od vysokoúrovňových po nízkoúrovňové.
- The Media Player framework – poskytuje přístup k iTunes knihovně a přehrávaní skladeb
- AV Foundation – poskytuje sadu Objective-C rozhraní pro správu přehrávání a záznamu zvuku
- OpenAL – poskytuje sadu multiplatformních rozhraní pro pozicovaný zvuk (3D)
- Core Audio framework – poskytuje rozhraní pro přehrávání a záznam zvuků, umožňuje přehrávat systémové zvuky a upozornění, vibrovat a přehrávat vícekanálový či streamovaný zvuk

iOS podporuje tyto zvukové formáty: AAC, ALAC, A-law, IMA/ADPCM (IMA4), Linear PCM, µ-law, DVI/Intel IMA ADPCM, Microsoft GSM 6.10, AES3-2003

#### Technologie pro video
Tyto technologie umožňují přehrávat kvalitní video záznam nebo je pořizovat (na zařízeních, které to umožňují) a pracovat s ním v aplikaci.
Systém nabízí několik možností, jak přehrávat či zaznamenávat video. Vysokoúrovňové frameworky velice zjednodušují vývoj, avšak neumožňují takovou míru ovlivňování operací. Následující frameworky jsou seřazeny od vysokoúrovňových po nízkoúrovňové.
- Media Player framework – umožňuje přehrávání videí (buď přes celou obrazovku, nebo pouze částečně)
- AV Foundation – sada Objective-C rozhraní pro záznam a přehrávání videa
- Core Media – popisuje nízkoúrovňové typy a rozhraní používané ve vysoko úrovňových frameworcích

### Core Services layer

#### Vysokoúrovňové služby poskytované Core Services

##### Block objekty
Od verze 4.0 je možné používat objekty typu Block. Jedná se o jazykový konstrukt jazyka C, který je možný používat ve stávajícím C nebo Objective-C kódu. Block objekt reprezentuje anonymní funkci a související data. Takový konstrukt je v jiných jazycích často nazýván uzávěr (anglicky closure) nebo lambda. Block objekty se hodí jako callback.

##### Grand Central Dispatch
Ve verzi 4.0 byla přidána technologie Grand Central Dispatch postavená na BSD, která umožňuje správu úloh v aplikaci. GCD kombinuje asynchronní model programování s vysoce optimalizovaným jádrem a poskytuje tak jednoduchou a zároveň efektivní alternativu k vláknovému programování.

##### In App Purchase
Od verze 3.0 je možné provádět platby uvnitř aplikace za dodatečný obsah či zrušení reklamy.

##### Lokační služby
Umožňují sledovat aktuální polohu uživatele. Služby využívají k určení polohy veškerý dostupný hardware (Wi-Fi, telefonní síť, GPS). Aplikace tak mohou uživateli nabídnout data relevantní k jeho poloze (např. nejbližší restaurace apod.).

##### SQLite
Odlehčená SQL databáze umožňuje ukládání uživatelských dat.

##### Podpora XML
Podpora pro zpracování XML dokumentů.
Čas u Obrazovky
Sleduje dobu u aplikací a obrazovky.

#### Poskytované frameworky
| Framework            | Popis                                                                                              |
| -------------------- | -------------------------------------------------------------------------------------------------- |
| Address Book         | Přístup k databázi kontaktů uživatele                                                              |
| CFNetwork            | Komunikace pomocí síťového rozhraní                                                                |
| Core Data            | Ukládání strukturovaných dat a mapování na programové objekty                                      |
| Core Foundation      | Základní služby pro práci s řetězci, daty, URL, vlákny, porty, …                                   |
| Core Location        | Hledání aktuální geografické polohy uživatele                                                      |
| Core Media           | Nízkoúrovňový přístup k audio/video                                                                |
| Core Telephony       | Přístup k informacím o mobilní síti                                                                |
| Event Kit            | Přístup k událostem v kalendáři                                                                    |
| Foundation           | Obsahuje Objetive-C wrappery pro funkce z Core Foundation                                          |
| Mobile Core Services | Nízkoúrovňové typy pro UTI                                                                         |
| Quick Look           | Poskytuje možnost vytvořit náhled obsahu souboru, se kterým samotná aplikace není schopna pracovat |
| Store Kit            | Poskytuje přístup k iTunes Storu a možnost nákupů                                                  |
| System Configuration | Umožňuje zjišťovat dostupnost připojení k internetu a jeho nastavení                               |

### Vrstva Core OS
Vrstva Core OS poskytuje nízkoúrovňové funkce ostatním technologiím, které jsou na ní postaveny. I když nejsou většinou v aplikacích využívány přímo, velice pravděpodobně je využívají vysokoúrovňové komponenty systému.

#### Accelerate Framework
Poskytuje rozhraní pro práci s matematickými funkcemi (obdoba java.math), velkými čísly, výpočty DSP apod. Výhodou tohoto frameworku oproti vlastní implementaci těchto funkcí je fakt, že v různých verzích iOS určených pro různá zařízení je tento framework optimalizován pro daný hardware.

#### External Accessory Framework
Tento framework poskytuje podporu pro komunikaci s externími zařízeními připojenými přes Bluetooth nebo třicetipinový konektor zařízení. Framework také umožňuje získávat informace o dostupném příslušenství a navázat komunikaci.

#### Security Framework
Kromě vestavěných bezpečnostních vlastností iOS je možné využít Security framework, který dokáže zaručit bezpečnost citlivých dat. K dispozici jsou rozhraní pro certifikáty, soukromé a veřejné klíče, generování kryptografických pseudonáhodných čísel apod. Dále je možné ukládat data do zašifrovaného centrálního úložiště svazku klíčů (keychain). V tomto úložišti je navíc možné údaje sdílet mezi aplikacemi (pouze v případě, že je aplikace zkompilována s příslušným nastavením oprávnění).

## Vývoj pro platformu iOS
V iOS je možné spouštět aplikace napsané v jazyku C nebo pokročilejším Objective-C/Swiftu. Dlouhou dobu bylo možné vyvíjet pouze v aplikaci XCode, což je vývojové prostředí od firmy Apple (nabízené zdarma). Toto prostředí je však dostupné pouze pro operační systém Mac OS X, takže vývoj např. ve Windows či Linuxu není možný.
Tento problém se pokusilo řešit několik projektů, které se snažily kompilovat programy napsané v jiných jazycích do nativního kódu Objective-C. Asi největším počinem v této oblasti je krok společnosti Adobe, která v nové verzi svého nástroje pro vývoj aplikací Flash umožňuje kompilovat právě do programu určeného pro iOS.
Tento (a podobné) nástroje však byly zakázány v licenčním ujednání, ale po velké nevoli ze strany vývojářů byly opět povoleny.

## Jailbreak
iOS je poměrně uzavřený systém, který neumožňuje uživateli přístup do systému a také omezoval možnost instalace aplikací – jediná možnost byla i v EU přes oficiální App Store, kde aplikace procházejí schvalovacím procesem ze strany společnosti Apple. To se v oblasti Evropské unie změnilo nařízením Evropské komise společnosti Apple, aby umožnila přístup do systému i vývojářům třetích stran od března 2024. Nicméně právě nedostupnost některých aplikací a nemožnost přístupu do systému bývají motivem i k tzv. jailbreaku, což je proces, který modifikuje systém a umožní nahrávat neautorizované aplikace a přistupovat ke chráněným souborům systému. Kromě těchto výhod ale přináší rizika v podobě snížení výkonu, zvýšení spotřeby energie a zvýšeného rizika napadení telefonu. Mnoho uživatelů také využívá možnosti nahrávat do zařízení aplikace, které ‚ukradli‘ z internetu. Společnost Apple se snažila bránit tomuto procesu u soudu, avšak nejnovější verdikt zní, že je to legální zásah a nepoškozuje copyright společnosti Apple.
Po vydání nové verze operačního systému iOS 8.1.3, byla opravena spousta bezpečnostních děr, které doposud umožňovaly nainstalovat Jailbreak na zařízení. Kompletní opravy těchto děr by se měly objevit až v přicházející nové verzi, iOS 9, kde definitivně by mělo být nemožné si na zařízení nainstalovat jailbreak.

## Zadní vrátka iOS
Výzkumník cyber-bezpečnosti, Christopher Soghoian, upozornil na to, že v říjnu 2011 byl v prostředí indické vojenské rozvědky rozeslán vnitřní oběžník, vydaný plukovníkem Išwarem Singhem. Ten byl později získán hackery a zveřejněn na internetu. V oběžníku se píše, že „výměnou za přítomnost na indickém (mobilním) trhu“ výrobci mobilních zařízení zahrnující korporace RIM, Nokia a Apple souhlasili s umožněním a poskytnutím přístupu „zadními vrátky“ na jimi vyráběných zařízeních indické vládě, která následně tento přístup informací utilizovala pro interní e-maily americko-čínské ekonomické bezpečnostní a výzkumné komise a orgánům vlády USA s mandátem monitorovat, vyšetřovat a podávat hlášení Kongresu na téma implikací národní bezpečnosti o ekonomického vztahu a oboustranném obchodu mezi USA a Čínou.